# Šemetkovce
Šemetkovce este o comună slovacă, aflată în districtul Svidník din regiunea Prešov. Localitatea se află la altitudinea de 356 m deasupra n.m., se întinde pe o suprafață de 7,08 km2 și în 2017 număra 84 de locuitori.

## Istoric
Localitatea Šemetkovce este atestată documentar din 1572.

## Demografie
| An:                | 1994 | 2004   | 2014 | 2024   |
| ------------------ | ---- | ------ | ---- | ------ |
| Număr de persoane: | 106  | 100    | 87   | 90     |
| Diferență:         |      | −5,66% | −13% | +3,44% |

| An:                | 2023 | 2024   |
| ------------------ | ---- | ------ |
| Număr de persoane: | 85   | 90     |
| Diferență:         |      | +5,88% |